# Марія Ласкарина
Марія Ласкарина (1206 — липень 1270) — молодша дочка імператора і засновника Нікейської імперії Федора І Ласкаріса і Анни Ангел, дочки імператора Візантії Олексія III Ангела, чия старша дочка Ірина була дружиною імператора Нікейської імперії Іоанна III Дуки Ватаца.

## Життя
Одруження 12-річної Марії Ласкарини 1218 з 12-річним королевичем Белою повинно було закріпити угорсько-візантійський союз. У жовтні 1235 відбулась коронація Бели IV та Марії. Вони прожили разом 35 років. З 10 дітей Марії та короля Бели IV дві дочки було зачислено до почту католицьких святих і одну до блаженних. Бела IV помер у травні 1270 і за два місяці померла Марія Ласкарина. Похована в костелі домініканок, збудованому для її дочки св. Маргарити Угорської.

## Родина
Чоловік — Бела IV, король Угорщини
Діти:
- Св. Кінга (Кунегунда) (1224—1292) — видана за князя краківського і сандомирського Болеслава V Сором'язливого
- Маргарита († 1242)
- Анна (1226—1270) — видана за князя галицького, бана Мачви і Славонії Ростислава Михайловича
- Каталіна († 1242)
- Єлизавета (1236—1271) — видана за князя Нижньої Баварії Генриха XIII
- Констанція (1237-після 1288) — видана за галицько-перемишльського князя Льва І
- Бл. Йолента (1239—1304) — видана за князя Великопольщі Болеслава Побожного
- Стефан V 1239—1272) король Угорщини з 1270 р.
- Св. Маргарита (1242—1270) — присвячена батьками Богу для звільнення від орд Батия
- Бела (1243—1269)